# Convenzione americana dei diritti dell'uomo
La Convenzione americana dei diritti umani (conosciuta anche come il Patto di San José) è un trattato internazionale sui diritti umani. Fu adottato dalle nazioni dell'incontro delle Americhe a San José, Costa Rica nel 1969. Essa entrò in vigore dopo l'undicesima ratifica (quella di Grenada) che fu depositata il 18 luglio 1978.